# Гап'як Іван Григорович
Іва́н Григо́рович Гап'як (24 лютого 1950, с. Сосулівка Чортківського району Тернопільської області — 19 жовтня 2023, м. Львів) — український живописець. Член НСХУ (1992).

## Життєпис
Закінчив Львівський інститут прикладного та декоративного мистецтва (1976). Відтоді працював у ньому викладачем, від 1997 — доцент. Брав участь у всеукраїнських та міжнародних художніх виставках.
Від 2000 — учасник щорічного всеукраїнського пленеру в Севастополі. Автор живописних полотен, виконаних на пленері. У ранній період творчості захоплювався природою Поділля, історичною архітектурою Львова. Мистецькій манері Гап'яка характерне прагнення осягнути багатство барв довкілля у мінливій грі світла і повітря, зіставити соковиту прозорість з антропогенними реальними об'єктами, вдаючись до контрастів, формалістичних прийомів, що не руйнує композиційної цілісності зображуваного, його реалістичності.

## Доробок
Твори: «Околиці подільського села», «Подільський пейзаж» (обидва — 1979), «Львівський двір» (1985), «Церква Св. Анни. Село Грушів» (1995), «Бахчисарай» (2002), «Херсонес. Пристань» (2004); серії — «Живописний Крим» (2000–04), «Галицькі фрески» (2005).